# Video Game High School
 (juillet 2012).
Si vous disposez d'ouvrages ou d'articles de référence ou si vous connaissez des sites web de qualité traitant du thème abordé ici, merci de compléter l'article en donnant les références utiles à sa vérifiabilité et en les liant à la section « Notes et références ».
Video Game High School souvent abrégée VGHS est une web-série américaine de comédie et d’action créée par Rocket Jump Studios.
La web-série a été écrite par Matthew Arnold, Will Campos et Brian Firenzi et dirigée par Matthew Arnold, Brandon Laatsch et Freddie Wong. 
La série met en vedette Josh Blaylock (Brian D), Johanna Braddy (Jenny Matrix), Jimmy Wong (Ted Wong), Ellary Porterfield (Ki Swan), et Brian Firenzi (The Law) dans une école de formation pour les futurs gamers professionnels.

## Synopsis
La série se déroule dans un futur proche dans lequel le jeu vidéo, qui est alors le sport de compétition le plus populaire au monde, amène les meilleurs joueurs à la célébrité. "The Law", maître du jeu de tir à la première personne (FPS), est l’un de ces joueurs célèbres. Sa gloire est telle qu’une chaîne de télévision l’invite à jouer en direct sur le plateau d’une émission diffusée au niveau national. Il rejoint alors un serveur choisi aléatoirement dans lequel il tue ses adversaires sans montrer le moindre effort. De plus en plus ennuyé, il tente de les tuer par des moyens toujours plus risqués et tout va pour le mieux jusqu’à ce qu’un tir miraculeux de Brian, un lycéen ordinaire, le tue. Ce coup de chance fait gagner à ce dernier une réputation internationale et une place à la Video Game High School (VGHS), une académie d’élite pour les meilleurs joueurs du monde. Malheureusement, The Law, qui a maintenant une dent contre Brian, fait déjà partie de VGHS et il est plus que déterminé à l’humilier et à le forcer à quitter l’école.
La série utilise des scènes d’action en prises de vue réelles pour retranscrire ce qui se déroule dans les jeux vidéo.

## Distribution[2]

### Acteurs principaux
- Josh Blaylock : Brian Doheny (communément appelé BrianD)
- Jimmy Wong : Ted Wong
- Johanna Braddy : Jenny Matrix
- Ellary Porterfield : Kimberley "Ki" Swan
- Brian Firenzi : Lawrence "The Law" Pemberton
- Freddie Wong : Lui-même (père de Ted)
- Rocky Collins : Drift King
- Harley Morenstein : Dean Ernie Calhoun

### Acteurs secondaires
- Cynthia Watros : Mary Matrix
- Benji Dolly : Games Dean
- Clinton Jones : ShotBot / Clint Lockwood
- Joey Bertran : Jumpin’ Jax
- Joel Dauten : Scott Slanders
- Zachary Levi : Ace
- Justine Ezarik : Rosalie
- LeeAnna Vamp : Esme
- Shira Lazar : Bella
- Wesley Chan : K-Pop
- Philip Wang : Oldboy
- Arden Cho : Présentatrice coréenne

## Épisodes
| Saison | Épisodes | Durée         | Date de diffusion | Date de diffusion |
| Saison | Épisodes | Durée         | Début             | Fin               |
| ------ | -------- | ------------- | ----------------- | ----------------- |
| 1      | 9        | 10–22 minutes | 11 mai 2012       | 5 juillet 2012    |
| 2      | 6        | 30–44 minutes | 26 juillet 2013   | 31 août 2013      |
| 3      | 6        | 37–66 minutes | 20 octobre 2014   | 17 novembre 2014  |

### Saison 1
- Épisode 1 : Brian est accepté (Shot Heard Round the World)
- Épisode 2 : Premier jour à l’école (Welcome to Me)
- Épisode 3 : Classe Ace / The Pit (When You Know the Pit...)
- Épisode 4 : Le Racing Party / dérive (Any Game in the House)
- Épisode 5 : Le Scrimage JV / Varsity (And Then... The Law)
- Épisode 6 : Les Jeux du doyen Showdown (Carpe Diem)
- Épisode 7 : Tryouts clan Inscriptions (Sign Up to Sign Out)
- Épisode 8 : L’Arcade (Locked in the System)
- Épisode 9 : La Finale (It’s All About the Game)

### Saison 2
- Épisode 1 : Retour à l’école  (Welcome to Varsity)
- Épisode 2 : Soda kart  (You can’t stop a sandwich)
- Épisode 3 : Le jeu vidéo de VGHS  (Double XP Weekend)
- Épisode 4 : Désamorçage  (Thirty Foot )
- Épisode 5 : Noël à VGHS  (Some like it Bot)
- Épisode 6 : Pour Shot Bot  (Three laps, Three rounds, Three Worlds)

### Saison 3
- Épisode 1 : Candidature de Ki (OMGWTFFPS!?)
- Épisode 2 : Le bal de promo (Nobody cool goes to prom)
- Épisode 3 : Le diner (Map to sex town)
- Épisode 4 : Retour à la maison (Video game home school)
- Épisode 5 : Changements (Beeing a teen is hard, i guess)
- Épisode 6 : Le N64 (The N64)

### Lieux de tournage
Le tournage de la série est effectué dans plusieurs endroits : le YouTube Space pour les chambres et l’université de Northridge en Californie pour les vues extérieures. Le tournage d’une saison s’effectue généralement en 6 semaines.